# Ray Hyman
Ray Hyman (Chelsea, Massachusetts, 23 juni 1928) is emeritus hoogleraar psychologie aan de Universiteit van Oregon in Eugene, Oregon en een bekend criticus van de parapsychologie. Samen met James Randi, Martin Gardner en Paul Kurtz is hij een van de grondleggers van de moderne skeptische beweging. Hij is de grondlegger en leider van de 'Skeptic's Toolbox' (gereedschapskist voor skeptici). Hyman is lid van de uitvoerende raad van het Amerikaanse Committee for Skeptical Inquiry.

## Carrière
In zijn tienerjaren en als student aan de Universiteit van Boston werkte hij als goochelaar en mentalist. Met zijn handleeskunde maakte hij indruk op onder anderen het hoofd van zijn afdeling. Hyman geloofde ooit dat het ‘lezen’ van de lijnen in iemands handpalm inzicht kon geven in zijn aard, maar ontdekte later dat de reactie van de persoon op het lezen weinig van doen had met de feitelijke lijnen in de handpalm. Zijn fascinatie met dit fenomeen leidde ertoe dat hij overstapte van een studie journalistiek naar psychologie.
D.J. Grothe, voorzitter van de James Randi Educational Foundation (JREF) vroeg Hyman: “Hoe komt een jonge psychologiestudent ertoe om zich in te laten met die parapsychologische oplichterij... Waarom jij?” Hyman antwoordde dat het begon toen hij als 7-jarige werd ingehuurd als goochelaar, genaamd “the Merry Mistic”. Daardoor begon hij te lezen over Harry Houdini en dienst werk met spiritualisten. Op 16-jarige leeftijd begon hij onderzoek te doen naar spiritualistische bijeenkomsten. Terugdenkend naar toen hij 7 jaar was: “Ik kan me niet herinneren ooit geen scepticus geweest te zijn”.
Goochelaars die aan mentalisme doen, debatteren onderling over het gebruik van een vrijwaring. De vrijwaring moet het publiek informeren dat wat ze zien een tijdverdrijf is, en niet gebaseerd is op werkelijke paranormale gaven. In een interview met mentalist Mark Edward vroeg Edward Hyman of hij ooit een vrijwaringsclausule had gebruikt in de zes jaar dat hij professioneel optrad als mentalist. Hyman vertelde dat hij zich niet kon herinneren expliciet een vrijwaring gebruikt te hebben. Hij herinnerde zich de voorstelling altijd begonnen te zijn met de mededeling dat hij niet beweerde over speciale gaven te beschikken. Hij was een entertainer en hoopte dat ze van de voorstelling zouden genieten. Als psycholoog realiseerde hij zich later dat dit een vorm was van “invited inference” (uitgenodigde gevolgtrekking). Door openlijk te zeggen dat hij geen uitspraken deed over de aard van zijn talent gaf Hyman zijn publiek geen aanleiding om dat talent ter discussie te stellen. In feite nodigde hij de toekijkers uit om hun eigen conclusies te trekken over de bron van de ogenschijnlijke voorbeelden van gedachtenlezen. De meesten concludeerden dat hij werkelijk helderziende was.
Hyman behaalde een doctoraat in psychologie aan de Johns Hopkins-universiteit in 1953 en gaf vervolgens vijf jaar les aan de Harvard-universiteit. Hij werd ook een expert in statistiek. In 2007 kreeg Hyman een eredoctoraat van de Canadese Simon Fraser-universiteit vanwege de ‘intellect en discipline die anderen inspireren om in zijn voetstappen te volgen... (en) voor zijn moedige voorspraak voor ongehinderd sceptisch onderzoek”. In 1982 bezette Hyman een jaar lang de “Spook leerstoel” aan de Stanford-universiteit, toen hij een sabbatsjaar had van de Universiteit van Oregon. De door psychologen aan de Stanford-universiteit informeel “Spook” genoemde leerstoel heet officieel de Thomas Welton Stanford Chair for Psychical Reasearch. Thomas Welton was de broer van de oprichten van Stanford, Leland Stanford.
Samen met andere bekende sceptici, zoals James Randi, Martin Gardner en Paul Kurtz was hij medeoprichter van het Committee for the Scientific Investigation of Claims of the Paranormal (CSICOP), nu bekend als Committee for Skeptical Inquiry (CSI), die het blad Skeptical Inquirer uitgeeft.

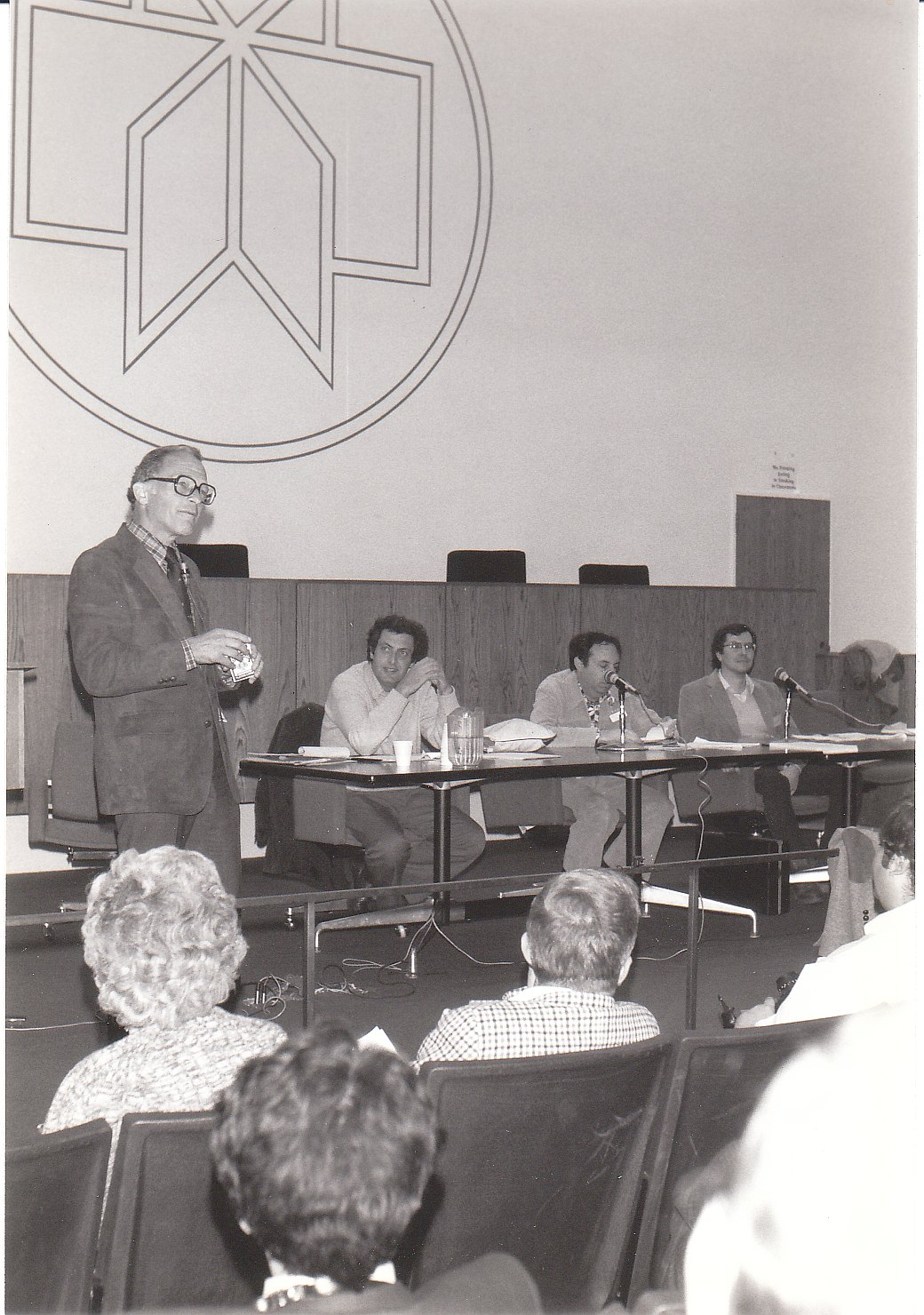
Hyman spreekt in 1983 tijdens de CSICOP-conferentie in Buffalo, New York.

Naast zijn wetenschappelijke publicaties en adviezen aan het Amerikaanse ministerie van Defensie, het U.S. Department of Defense, over kritisch parapsychologisch onderzoek is een van zijn populairste publicaties een artikel met dertien punten om “je vrienden te verbazen met je nieuw ontdekte paranormale gaven”, een handleiding voor cold reading. De Amerikaanse psycholoog Jim Alcock zei daarover: “Zijn artikel over cold reading, vertelt Paul Kurtz me, heeft geleid tot meer verzoeken om een herdruk dan enig ander artikel in de geschiedenis van de Skeptical Inquirer”. De gids maakt gebruik van datgene wat Hyman fascineerde in zijn academische onderzoek in de cognitieve psychologie: veel bedrog is zelfbedrog. Hij heeft onderzoek gedaan naar wichelroedelopen in de Verenigde Staten en schreef er een boek over. Hij is een van de meeste vooraanstaande sceptische experts met betrekking tot ganzfeldexperimenten. Volgens Bob Carroll is psycholoog Ray Hyman de meest vooraanstaande expert op het gebied van subjectieve validatie en cold reading.
Dr. Hymans bedrevenheid in de goochelkunst leverde hem twee maal, in juni 1952 en oktober 1986, de cover op van The Linking Ring, het blad van de International Brotherhood of Magicians, waarvan hij al meer dan 35 jaar lid is.
Hyman ging in 1998 met pensioen, maar geeft nog steeds lezingen en onderzoekt paranormale claims. Hij trad op bij The Amazing Meeting in Las Vegas, Nevada in 2009, 2011 en 2012.. Hij werkt aan twee boeken: "How Smart People Go Wrong: Cognition and Human Error" en "Parapsychology’s Achilles’ Heel: Consistent Inconsistency".
Op 9 oktober 2010 stelde het Committee for Skeptical Inquiry Hyman voor als lid van zijn beleidsmakende raad van bestuur. Hij is ook lid van de redactieraad van de Skeptical Inquirer.

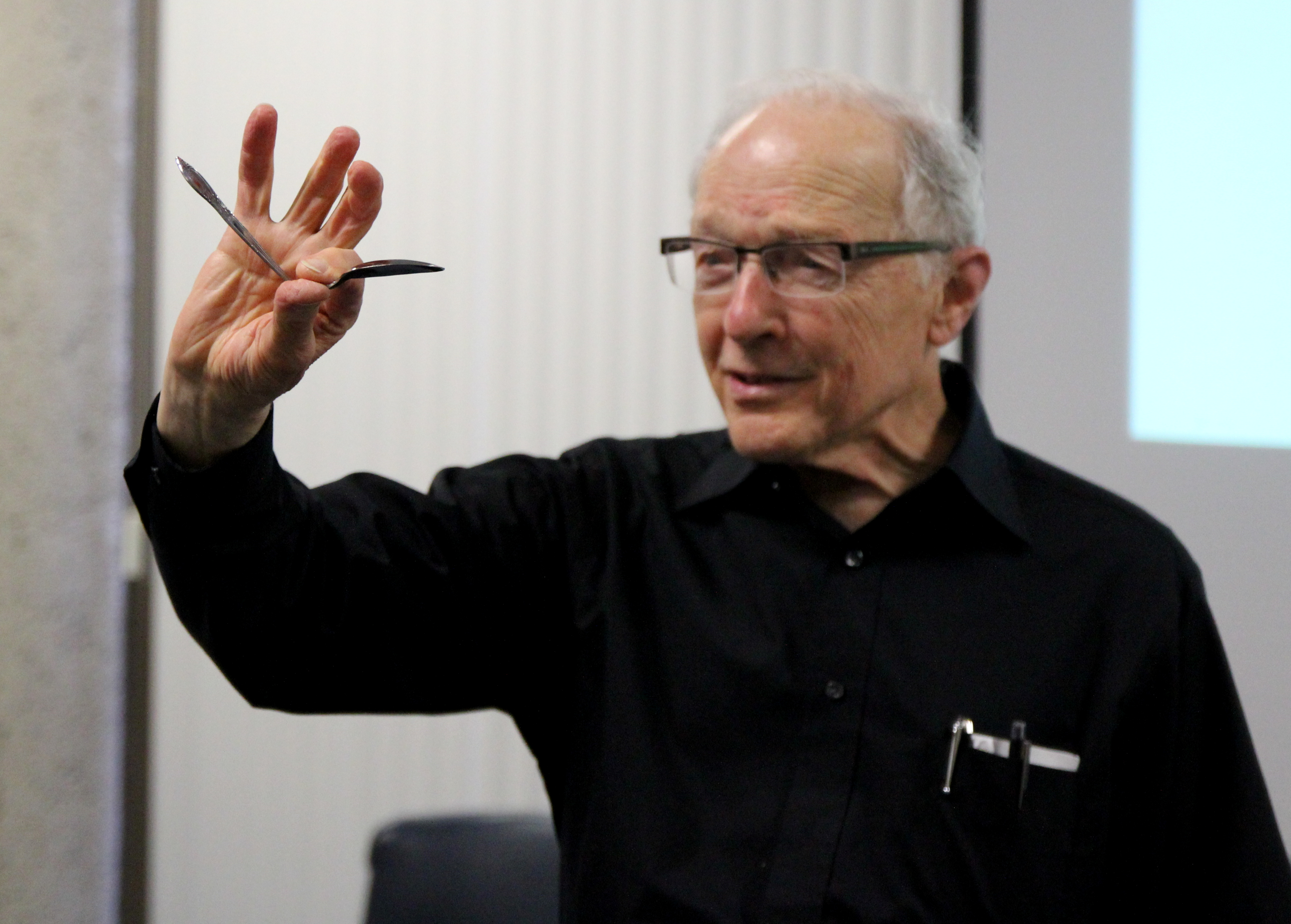
Ray Hyman demonstreert Uri Geller's lepelbuigtrucs bij een CFI-lezing op 17 juni 2012 in Costa Mesa, Californië.

## Geschiedenis van de sceptische beweging
In een interview met D.J. Grothe in 2010 stelt Hyman dat het ontstaan van de sceptische beweging te wijten is aan Uri Geller and Alice Cooper. James Randi was samen met Alice Cooper op tournee. Cooper vroeg Randi om Hyman uit te nodigen voor een voorstelling om hem advies te kunnen vragen over het publiek. Daar "nam Randi me apart en zei: We moeten echt iets doen met dat Uri Geller-gedoe. Laten we een organisatie vormen, SIR, Sanity In Research." In 1972 hadden ze, samen met Martin Gardner, hun eerste vergadering. Het drietal realiseerde zich dat ze geen bestuurlijk ervaring hadden, "we hadden alleen goede ideeën. Al snel sloot Marcello Truzzi zich aan, die structuur bracht in de groep. Truzzi betrok Paul Kurtz erbij en ze vormen in 1976 CSICOP.
In een interview in 2009 voor de podcast Skepticality vroeg Derek Colanduno Hyman naar zijn mening over de moderne sceptische beweging. Hyman antwoordde dat sceptici doelen nodig hebben en een manier om resultaten te meten. Ze moeten een hulpmiddel zijn voor het algemene publiek en zich richten op het onderwijzen van journalisten en leerkrachten. "Op die manier krijgen we meer waar voor ons geld." Over de huidige staat van de sceptische beweging zei Hyman: "Helaas hebben de media ervoor gezorgd dat er veel meer gelovigen zijn." Minder wetenschapsonderwijzers voor de klas, grote kranten ontslaan hun wetenschappelijke redacties, 24-uursnieuwskanalen proberen de beschikbare tijd te vullen en concurreren met Fox News. "Het gaat niet goed."

## Skeptic's Toolbox
In 1989 creëerde Hyman de Skeptic's Toolbox - de gereedschapskist voor sceptici - om mensen te leren hoe ze betere sceptici kunnen zijn. Hyman zei tegen James Underdown, de directeur van het Center for Inquiry, dat "we meer vuurtjes van sceptici moeten doven dan van gelovigen... ze overdrijven." De eerste gereedschapskistbijeenkomst was in Buffalo (New York), met Hyman, James Alcock en Steve Shaw, nu bekend als Banachek. Met een uitzondering, een jaar waarin de bijeenkomst werd gehouden in Boulder (Colorado), is de gereedschapsbijeenkomst steeds gehouden op de Universiteit van Oregon. In het begin duurde de bijeenkomst vijf dagen, later teruggebracht tot vier.
Aan een verslaggever van The Register-Guard legde Hyman uit dat mensen uit het hele land kwamen om deel te nemen aan de vierdaagse conferentie, om hun kritisch denkvermogen te scherpen. Hyman is nieuwsgierig naar waarom mensen die zonder bewijs geloven in paranormale beweringen daaraan vasthouden. "Ik wil alleen maar begrijpen hoe mensen ertoe komen om sommige dingen te geloven... Goochelarij is een perfect voorbeeld van hoe mensen voor de gek gehouden kunnen worden," en zo werkt het volgens hem ook met paranormale beweringen. Hyman vond het nodig deelnemers te scholen in een "casus-gebaseerde aanpak... concrete voorbeelden als een eerste stap in de richting van algemene voorbeelden..." om het leerproces context te bieden.

## Hick-Hyman-wet
Hyman publiceerde een klassiek wetenschappelijke artikel dat aantoonde dat de menselijke keuzereactietijd gerelateerd is aan de informatie-inhoud van een binnenkomend signaal, bekend als de Hick-Hyman-wet. Dit artikel hielp een fundament te leggen voor de "verschuiving van gedragspsychologie... naar het tijdperk van de cognitieve psychologie." Dit was Hymans tweede gepubliceerde artikel, ingediend toen hij nog een promovendus was. Hyman stelde dat Hick zijn "berekeningen fout had, wat ik corrigeerde", maar de wet werd toch naar hem genoemd omdat Hyman slechts een student was. De wet wordt soms Hicks Wet genoemd, met name in Groot-Brittannië, maar in Amerika wordt zij vaker Hick-Hyman-wet genoemd.

## Wetenschappelijk overzicht helderziendheid
Samen met Jessica Utts maakte Hyman in 1995 een wetenschappelijk overzicht van CIA-experimenten met helderziendheid. Hij merkte op dat de experimenten "schijnbaar vrij zijn van de meest voor de hand liggende en bekende zwakheden die de resultaten van parapsychologisch onderzoek ongeldig kunnen maken" en dat er significante effectgroottes zijn "te groot en te consistent om te worden afgewezen als statistisch toeval". Hij ging echter niet zo ver dat hij concludeerde dat "het bestaan van abnormale cognitie is bewezen".

## Ganzfeldexperimenten
Terwijl hij werkte aan de Stanford University en als houder van de "Spook-leerstoel" concludeerde Hyman dat hij nooit in staat zou zijn om alle literatuur over parapsychologie te lezen die beschikbaar was in de jaren tachtig van de vorige eeuw. Hij vroeg parapsychologen: "Wat is het beste bewijs voor psi?" Zij verwezen naar het ganzfeldexperiment. Hymen schreef de Amerikaanse parapsycholoog Charles Honorton aan, een van de eerste uitvoerders van ganzfeldexperimenten en kreeg zeshonderd pagina's met informatie toegestuurd. Drie jaar laten, in 1985, leidde Hymans analyse tot een publicatie met zijn kritiek in een nummer van het Journal of Parapsychology. Hyman concludeerde: "Op zichzelf betekenen deze experimenten niets, tenzij ze kunnen worden gerepliceerd."

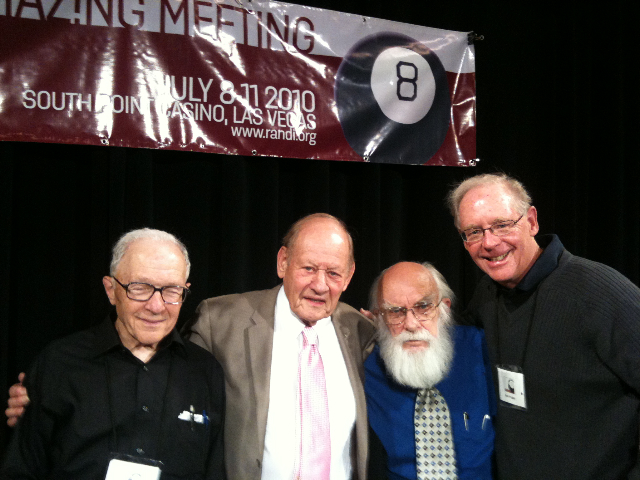
Ray Hyman, Paul Kurtz, James Randi, en Ken Frazier tijdens TAM8, juli 2010 in Las Vegas, na hun sessie over de geschiedenis van de moderne sceptische beweging.

## Uri Geller en het Stanford Research Institute
Goochelaar Jerry Andrus en Hyman verschenen in 1975 bij een televisiestation in Portland, Oregon, waar ze de "paranormale" trucs uitlegden en dupliceerden die Uri Geller een week eerder had uitgevoerd voor gastheer Dick Klinger. Klinger vroeg: "Heeft Uri Geller bovennatuurlijke gaven?" Andrus gaf een kort antwoord: "Nee". Hyman stelde: "(Geller) is een opportunist... daarom is het moeilijk hem na te doen, zelf kan hij zichzelf niet nadoen. Hij is altijd klaar om iets te doen... hij gaat iets doen wanneer jij denkt dat hij iets anders gaat doen.... afleiding... hij is daar excellent in, hij is geweldig."
In 1972 vroeg het Amerikaanse Defense Advanced Research Projects Agency, het onderzoeksinstituut van het ministerie van defensie, Hyman om onderzoek te doen naar Uri Geller. Hyman was geïntrigeerd door een verhaal dat Geller een ring van een van de wetenschappers had genomen, die op de tafel had gelegd en dat de ring zonder aanraking op zijn kant ging staan, in tweeën brak en zichzelf in een s-vorm vormde. Na het ondervragen van alle wetenschappers in het laboratorium ontdekte Hyman dat geen van hen dit werkelijk had zien gebeuren, maar dat iedereen het had gehoord van anderen, die niet te achterhalen waren. Hyman bleef vragen stellen aan de wetenschappers en ontdekte dat niemand ooit Geller iets had zien buigen zonder het aan te raken. In feite mocht "Geller het object meenemen naar de badkamer... en terugkomen met het gebogen object, ze geloofden hem op zijn woord." "De parapsycholoog die ook op onderzoek was gestuurd zag een paranormaal begaafde en ik rapporteerde dat ik alleen een charismatische bedrieger had gezien.
Gevraagd om nader uit te leggen waarom mensen geloven in Geller aangezien een goochelaar hetzelfde kan doen zonder paranormale begaafdheid, stelde Hyman: "Hij is een bedrieger, maar je kunt mensen niet kwalijk nemen dat ze in hem geloven. Geller is het product van een geweldige pr-campagne... Het publiek krijgt slechts een kant van het verhaal... Hij is vaak betrapt bij het valsspelen" maar mensen blijven geloven. Als psycholoog zegt Hyman: "Als je mensen in de juiste stemming krijgt en ze werken met je mee... zelfs als je ze een slechte lezing geeft... zullen ze wat je zegt op zichzelf betrekken en geloven dat je hen vertelt over hun unieke persoonlijkheid."

## Gary Schwartz
Gary Schwartz, hoogleraar psychologie aan de Universiteit van Arizona, heeft vele experimenten uitgevoerd in zijn laboratorium. Schwartz gelooft dat hij heeft bewezen dat de doden communiceren met de levenden via menselijke mediums. Hyman beschrijft vele methodologische fouten in Schwartz' onderzoek, waaronder ongeschikte vergelijkende controlegroepen, gebrek aan dubbelblinde procedures, het creëren van niet-falsifieerbare resultaten door mislukkingen als successen te herinterpreteren en gebrek aan het onafhankelijk controleren van feiten die volgens de proefpersonen waar zijn. Hyman schreef: "Zelfs als het onderzoeksprogramma niet was gecompromitteerd door deze tekorten, zouden de beweerde resultaten replicatie vereisen door onafhankelijke onderzoekers." Hyman bekritiseert Schwartz' besluit om zijn resultaten te publiceren zonder het verzamelen van "bewijs voor hun hypothese dat voldoet aan algemeen geaccepteerde wetenschappelijke criteria... ze hebben hun geloofwaardigheid verloren."
Er zijn vele uitwisselingen geweest tussen Schwartz en Hyman over de "hiernamaalsexperimenten" van Schwartz. In mei 2013 antwoordde Schwartz dat Hyman het grote geheel aan onderzoek op dit gebied negeerde. Schwartz is het niet eens met Hymans standpunt dat paranormale verschijnselen niet bestaan. Hyman reageerde daarop: "Totdat meervoudige perfecte experimenten zijn uitgevoerd en gepubliceerd... geloof ik dat het geheel van de onderzoeksresultaten het gevolg moet zijn van een combinatie van fraude, cold reading, bevooroordeeldheid van beoordelaars, fouten van onderzoekers, of toeval... Waarom zouden we tijd en geld besteden aan het uitvoeren van meerdere dubbelblinde experimenten in meerdere onderzoekscentra tenzij er afdoende theoretische, experimentele en sociale redenen zijn om dat te doen?"

## Citaten
"Ik heb nooit, nooit een aanhanger van het paranormale ontmoet die zich niet aan me voorstelde met 'Ik ben ook een scepticus'."
"Wetenschappers met buitengewone geesten, mensen die eersteklas wetenschappers zijn... die tegelijkertijd paranormale onzin aan het uitventen zijn... Wat volgens mij daar aan de hand is, is dat we het individu benadrukken, dat we een held maken van een individuele wetenschapper." Ze vergeten dat "ze hun succes niet toeschrijven aan het feit dat ze onderdeel zijn van een discipline met een beoordeling door gelijken, en controlemechanismen. Ze schrijven hun succes toe aan iets in henzelf. Daardoor hebben ze het gevoel dat ze zich buiten hun eigen discipline kunnen begeven... ze kunnen doen wat ze willen en dat is dan nog steeds goede wetenschap, omdat zij goede wetenschappers zijn. Maar zo werkt het niet. Een microbioloog kan niet zomaar een observatorium binnenlopen en goede astronomie uitvoeren."
"Als psycholoog weet ik dat het niet normaal is om een scepticus te zijn. Wij zijn mutanten." "Het is normaler om een gelovige te zijn."
James Underdown, directeur van het Center for Inquiry (CFI) in Los Angeles, legt "Hymans uitgangspunt" uit: "Probeer niet uit te leggen HOE iets werkt voordat je hebt geconstateerd DAT het werkt." "Hymans uitgangspunt" is geformuleerd door James Alcock, hoogleraar psychologie aan de Universiteit van York in Canada.
"Zij (sceptici) blijven centra opzetten over de hele wereld... die erg duur zijn. Altijd bezig met fondsen werven... de sceptische beweging (richt zich op) onderlinge gevechten... Ze hebben niets gedaan aan die dingen waar ze het meest kunnen bereiken... Geef mensen het gereedschap om te denken, help hen betere denkers te worden."
Over onderzoek en replicate: "Zo weet je dat 'er' iets is... Parapsychologie heeft geen 'er'; ze kunnen hun resultaten niet repliceren. Ze antwoorden dan: 'Dat is de aard van paranormale verschijnselen. Juist wanneer je er vlakbij bent, beweegt het zich in een andere richting...' en dan doen ze er een schep quantummechanica bij."
"Ik heb niet het sexappeal van Geller, daarom verdien ik mijn geld als hoogleraar. Ook kan ik niet gemakzuchtig liegen."
"Rommel erin, rommel eruit", sprekend tot afstudeerders aan de Simon Fraser-universiteit: "Als jullie enige kans willen om enig probleem op te lossen, zorg dat eerst dat je feiten kloppen."
Over parapsychologie: "Het is in essentie een wetenschappelijke onderneming. Haar toepassers zijn serieuze wetenschappelijke onderzoekers, vaak gepromoveerden... Het probleem met de meesten... is dat wanneer het stof rond een discussie is neergedaald, ze nog steeds de hoop hebben dat 'er iets is'. Het standpunt van een scepticus... dat is niet antiparanormaal, het is agnostisch. Het 'geloof' van een scepticus is dat achter een paranormale bewering een normale verklaring schuilt."

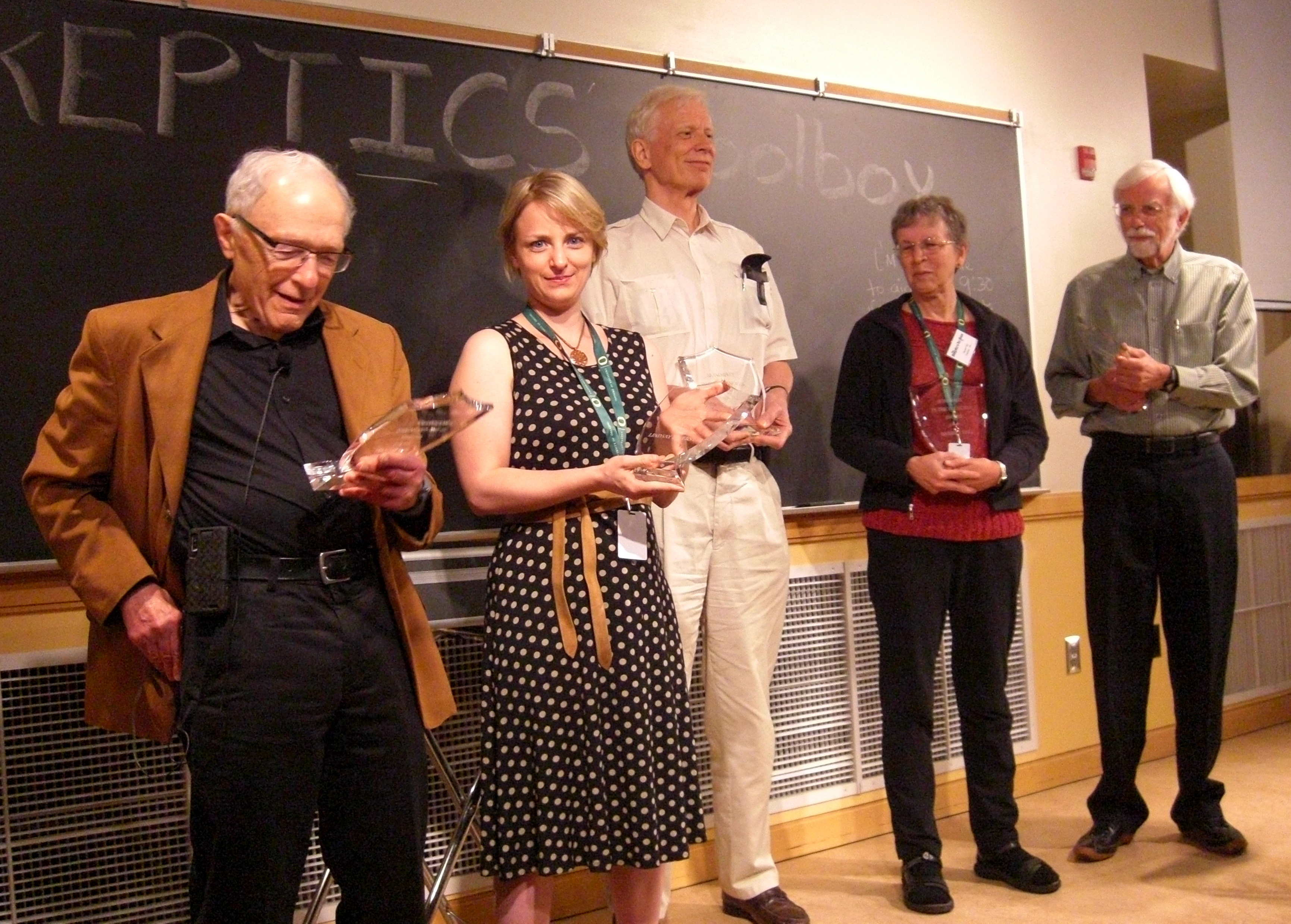
De faculteit van de Skeptic's Toolbox van 2012 ontvangt de "In the Trenches" award ("in-de-loopgravenprijs"). Ray Hyman, Lindsay Beyerstein, James Alcock, Harriet Hall en Loren Pankratz.

## Prijzen
- In Praise of Reason Award (In de Naam van de Rede-prijs), de hoogste blijk van waardering van het Committee for the Scientific Investigation of Claims of the Paranormal (CSICOP), in 2003. De prijs wordt uitgereikt als blijk van waardering voor onderscheidende bijdragen aan de toepassing van kritisch onderzoek, wetenschappelijk bewijs, en rationaliteit bij het beoordelen van beweringen. Andere ontvangers van deze prijs waren Carl Sagan, Kendrick Frazier, Nobelprijs-winnaar voor natuurkunde Murray Gell-Mann, Stephen Jay Gould, Martin Gardner, en Nobelprijs-winnaar voor natuurkunde Leon Lederman.[10][12]
- Mede-ontvanger in 2005 van de Robert P. Balles Prijs voor Kritisch Denken, toegekend door CSICOP. De prijs wordt toegekend aan de auteur van "het gepubliceerde werk dat het beste voorbeeld is van gezonde scepsis, logische analyse of empirische wetenschap." De prijs van 2005 werd gedeeld met de auteurs Andrew Skolnick and Joe Nickell. Hyman ontving de prijs voor zijn artikel Testing Natasha, gepubliceerd in de serie Testing the Girl with the X-Ray Eyes in het tijdschrift Skeptical Inquirer.[38][39]
- Eredoctoraat van de Simon Fraser-universiteit, oktober 2007.[19]
- Philip J. Klass Prijs voor buitengewone bijdragen aan de promotie van kritisch denken en wetenschappelijk onderzoek, in 2010 toegekend door de National Capital Area Skeptics (NCAS).[40]

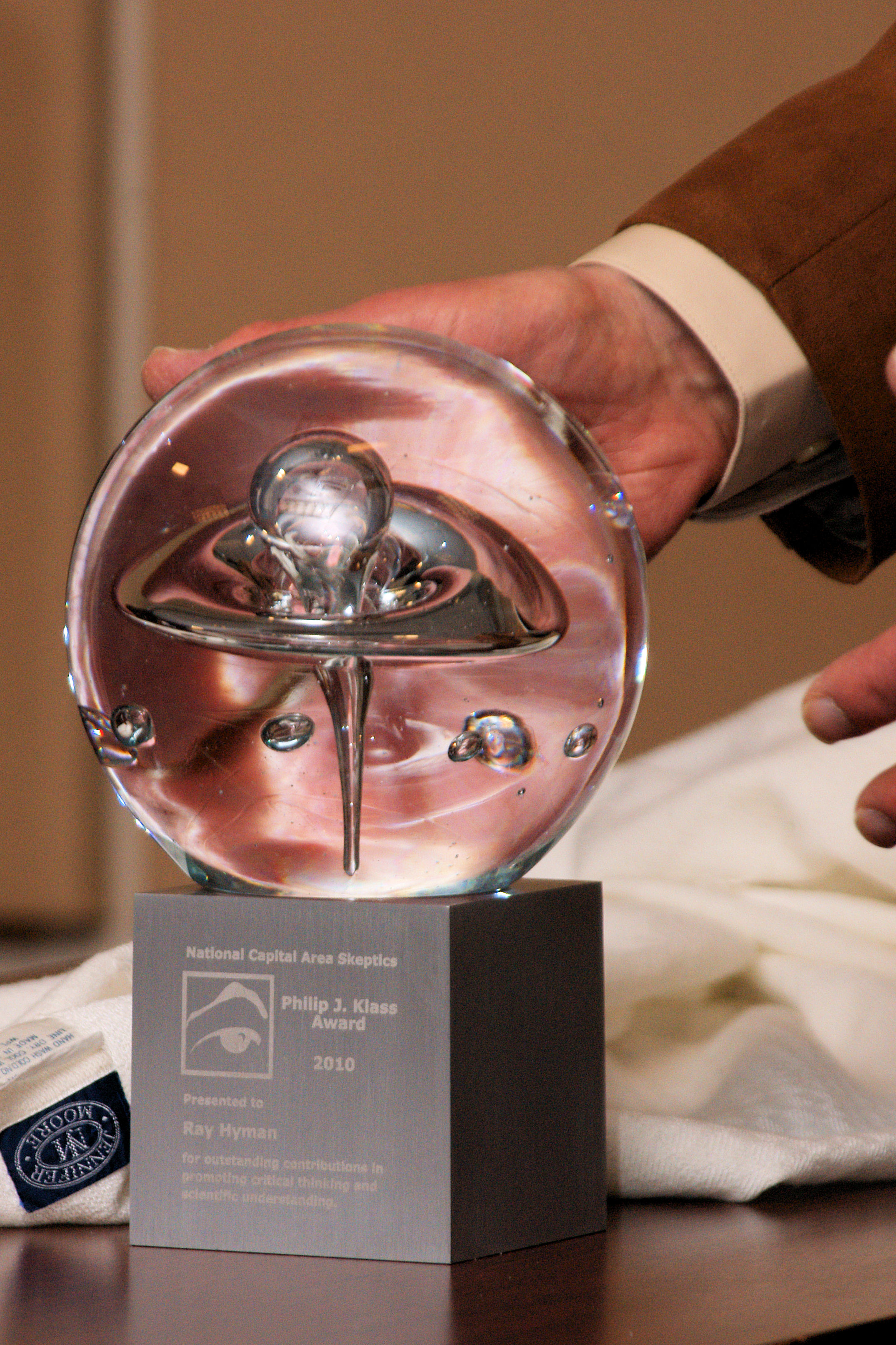
Aanvaarding van de Philip Klass-prijs

- De Independent Investigation Group bood Hyman in 2011 de Houdini Hall of Honor award aan.[23][41]